# Remplaçable
Remplaçable (France) ou Ouate de phoque (Québec) (Replaceable You) est le 4e épisode de la saison 23 de la série télévisée Les Simpson.

## Synopsis
À court d’idées pour son exposition de science à l’école, Bart décide de faire équipe avec Martin Prince, et ils créent un bébé robot phoque irrésistiblement craquant. Si elle n’est pas bien réglée, cette adorable poupée peut aussi s’avérer très violente. Lors de l’exposition, les deux garçons remportent haut la main le premier prix, ce qui rend évidemment Lisa jalouse. Cette dernière part se plaindre auprès de son grand-père à la maison de retraite, lorsqu’elle voit Jasper s’éprendre de bonheur avec le robot phoque. À cette vision de joie, les autres seniors veulent aussi leur propre poupée, sauf que cela va entrer en conflit avec un groupe d’hommes d’affaires qui vont alors chercher à les saboter en les déréglant…
De son côté, à la centrale nucléaire, Homer a une nouvelle assistante : Roz. Alors qu’au début, celle-ci se montre plutôt complice avec lui et l’aide à le couvrir lors de ses sorties, c’est en commérant tout à M.Burns qu’elle révèle sa véritable intention de lui prendre sa place…

## Références culturelles

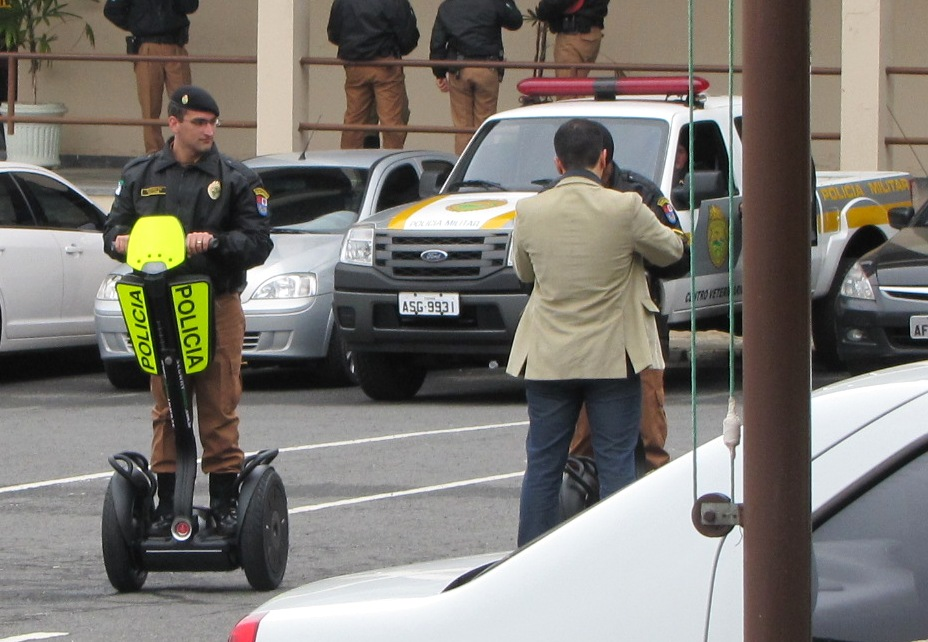
Policier utilisant un Segway PT (comme dans le film Paul Blart : Super Vigile que Homer va voir en ville pendant ses heures de travail)

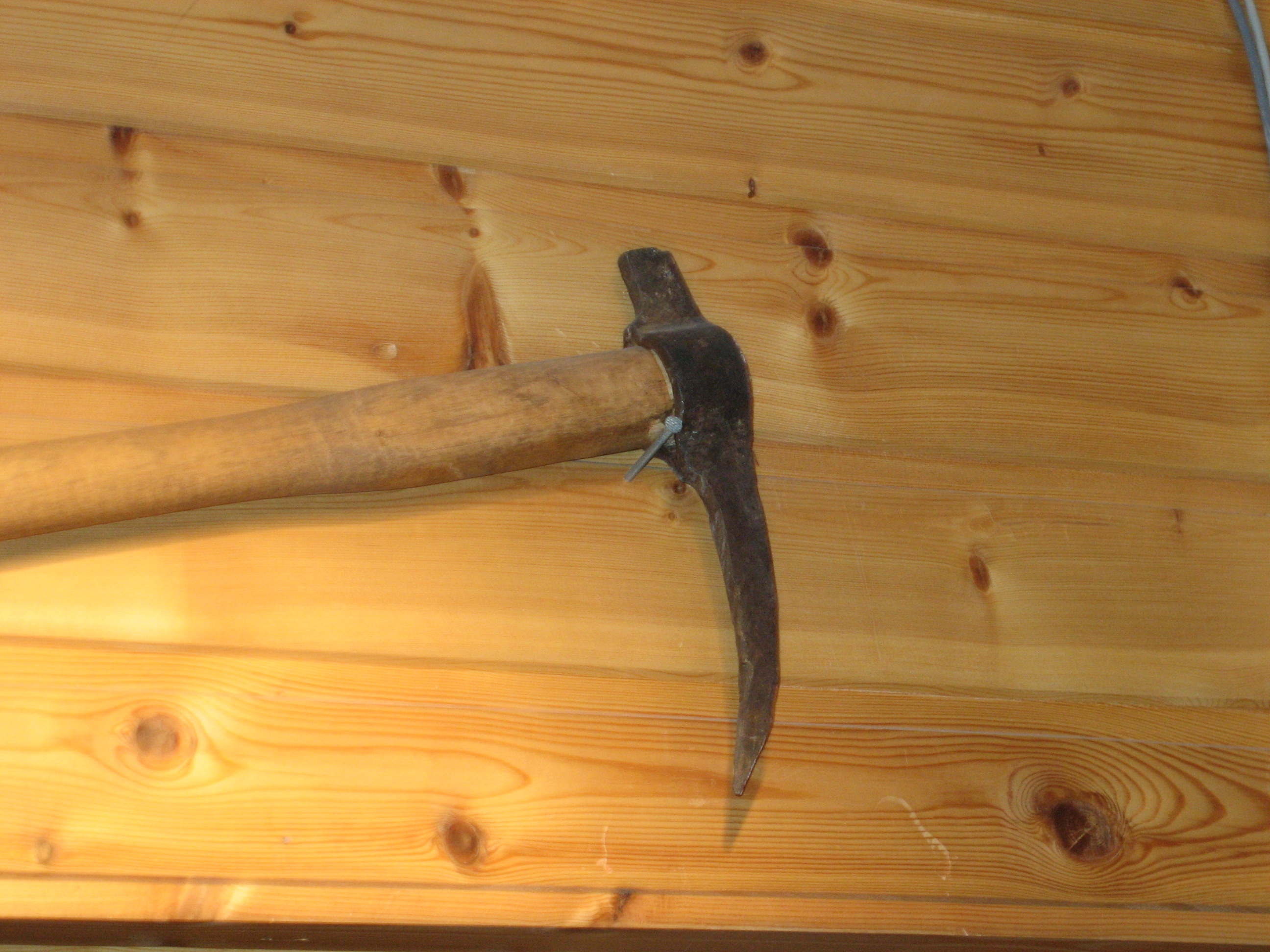
Le "hakapik", version norvégienne moderne et ergonomique de la matraque à phoques d'autrefois. Lorsque le blanchon -robot créé par Martin et Bart est déréglé et lui saute à la gorge, Homer crie à Marge "Apporte-moi ma matraque à phoque, la plus grosse !". "Mais elles sont toutes très grosses !..." lui répond Marge, qui est à sa toilette dans la salle de bains